# Гизулф (Сполето)
Гизулф (Gisulf) е dux (херцог) на лангобардското Херцогство Сполето от 759 до 761 г.
Крал Дезидерий го поставя за dux през 759 г. Последван е от Теодиций, друг близък на Дезидерий.